# 原成吉
原 成吉（はら しげよし、1953年11月1日 -　）は、日本のアメリカ文学者、翻訳家。獨協大学名誉教授。

## 略歴
東京都生まれ。1976年獨協大学外国語学部英語学科卒、法政大学大学院修士課程修了、1983年駒澤大学大学院博士課程満期退学。獨協大学外国語学部助教授、教授、名誉教授。
アメリカ現代詩を専門とし、ビート・ジェネレーションの日本への紹介者の一人である。
2016年にボブ・ディランへのノーベル文学賞授与が決定されたときは、様々なメディアに解説を寄せた。
ゼミ出身者には石田瑞穂（詩人）、遠藤朋之（和光大学表現学部准教授）、山内功一郎（早稲田大学文学学術院教授）、小林愛明（静岡英和学院大学人間社会学科准教授）、山中章子（日本工業大学准教授）、関根路代（日本工業大学講師）などがいる。

## 共編著
- 『ノーベル文学賞にもっとも近い作家たち いま読みたい38人の素顔と作品』（共著、青月社） 2014 - ボブ・ディランを担当

## 翻訳
- 『チャールズ・オルスン詩集』（北村太郎共訳、思潮社、アメリカ現代詩共同訳詩シリーズ） 1992
- 『野性の実践』（ゲーリー・スナイダー、東京書籍、シリーズ・ナチュラリストの本棚） 1994、のち改訳（重松宗育共訳、山と溪谷社） 2000、のち新版（思潮社、スナイダー・コレクション2） 2011
- 『終りなき山河』（ゲーリー・スナイダー、山里勝己共訳、思潮社） 2002
- 『ウィリアムズ詩集』（ウィリアムズ、訳編、思潮社、海外詩文庫） 2005
- 『絶頂の危うさ』（ゲーリー・スナイダー、思潮社） 2007
- 『リップラップと寒山詩』（ゲーリー・スナイダー、思潮社、スナイダー・コレクション1） 2011
- 『奥の国』（ゲーリー・スナイダー、思潮社、スナイダー・コレクション4） 2015

## 参考
- [ISBN 978-4-7837-2854-2]
- 原ゼミ